# Iñigo Martínez
Iñigo Martínez Berridi (* 17. května 1991 Ondarroa) je španělský profesionální fotbalista, který hraje na pozici středního obránce za španělský klub FC Barcelona a za španělský národní tým.

## Klubová kariéra
Prošel mládeží baskického klubu Real Sociedad, kde hrál poté i za rezervu. V A-týmu debutoval 27. srpna 2011 v zápase Primera División proti klubu Sporting de Gijón (výhra 2:1).

## Reprezentační kariéra
Hrál za španělské mládežnické reprezentace.

S týmem do 21 let vyhrál Mistrovství Evropy hráčů do 21 let 2013 v Izraeli, kde mladí Španělé porazili ve finále Itálii 4:2.
S reprezentací do 23 let odehrál dva zápasy na Letních olympijských hrách 2012 v Londýně. Španělsko (které mělo na soupisce i hráče z A-mužstva) zde bylo po vítězství na EURU 2012 největším favoritem, ale po dvou prohrách 0:1 (s Japonskem a Hondurasem) a jedné remíze s Marokem (0:0) vypadlo překvapivě již v základní skupině D. Martínez byl v zápase s Japonskem vyloučen.
V A-mužstvu Španělska debutoval 14. 8. 2013 v přátelském zápase proti domácímu týmu Ekvádoru (výhra 2:0).